# McLaren MP4/9
McLaren MP4/9 – bolid Formuły 1 zespołu McLaren
używany w sezonie 1994. Jego kierowcami byli Mika Häkkinen (nr 7) oraz Martin Brundle (nr 8). Kierowcą testowym był Philippe Alliot, który w jednym z wyścigów zastąpił Häkkinena.
Samochód został dostosowany do zmian regulaminowych na sezon 1994, które obejmowały między innymi zakaz używania ABS-u, automatycznych skrzyń biegów, kontroli trakcji czy aktywnych zawieszeń (pomimo tego zespół był jednym z podejrzanych o stosowanie tego rodzaju pomocy elektronicznych). Napędzał go silnik Peugeot A6 3.5 V10, stosowany wcześniej w wyścigowym modelu 905. Sponsorem tytularnym była firma Marlboro. Pozostali sponsorzy to Hugo Boss, Shell i Goodyear.
Wyniki osiągane za pomocą modelu MP4/9 były niezadowalające. Żaden z kierowców nie zdołał odnieść zwycięstwa, ponieważ powolny i zawodny okazał się silnik Peugeota. Kierowcy zdobyli łącznie 42 punkty, co dało zespołowi czwarte miejsce w klasyfikacji generalnej konstruktorów. Pod koniec sezonu zespół ogłosił zerwanie umowy z Peugeotem i nawiązanie długoterminowej współpracy z firmą Mercedes.

## Wyniki
| Legenda oznaczeń w tabelach wyników Wyświetl szablon na nowej stronie | Legenda oznaczeń w tabelach wyników Wyświetl szablon na nowej stronie                                                                     |
| Oznaczenie                                                            | Wyjaśnienie |
| --------------------------------------------------------------------- | --- |
| Złoty                                                                 | Zwycięzca lub mistrzostwo |
| Srebrny                                                               | 2. miejsce lub wicemistrzostwo |
| Brązowy                                                               | 3. miejsce lub II wicemistrzostwo |
| Zielony                                                               | Ukończył, punktował (w klasyfikacji generalnej, gdy zdobył co najmniej jeden punkt na przestrzeni sezonu, poza trzema powyższymi opcjami) |
| Niebieski                                                             | Ukończył, nie punktował (w klasyfikacji generalnej, gdy nie zdobył co najmniej jednego punktu na przestrzeni sezonu)                      |
| Czerwony                                                              | Nie zakwalifikował się (NZ) |
| Czerwony                                                              | Nie prekwalifikował się (NPK) |
| Różowy                                                                | Nie ukończył (NU) |
| Różowy                                                                | Niesklasyfikowany (NS) (w klasyfikacji generalnej, gdy nie został sklasyfikowany w żadnym wyścigu sezonu)                                 |
| Czarny                                                                | Zdyskwalifikowany (DK) |
| Czarny                                                                | Wykluczony (WYK/EX) |
| Biały                                                                 | Nie wystartował (NW) |
| Biały                                                                 | Kontuzjowany (K/INJ) |
| Biały                                                                 | Wyścig odwołany (OD/C) |
| Bez koloru                                                            | Został wycofany (WYC/WD) |
| Bez koloru                                                            | Nie przybył (NP/DNA) |
| Bez koloru                                                            | Nie brał udziału w treningach (NT/DNP) |
| Bez koloru                                                            | Nie został zgłoszony (–) |
| Pogrubienie                                                           | Start z pole position |
| Kursywa                                                               | Najszybsze okrążenie wyścigu |
| †                                                                     | Nie ukończył, ale jego rezultat został zaliczony ze względu na przejechanie więcej niż 90% dystansu wyścigu.                              |
| *                                                                     | Sezon w trakcie |
| 1/2/3                                                                 | Punktowana pozycja w sprincie kwalifikacyjnym                                                                                             |
| Lista systemów punktacji Formuły 1                                    | |

| Sezon | Zespół  | Silnik  | Opony | Kierowcy        | 1   | 2   | 3   | 4   | 5   | 6   | 7   | 8   | 9   | 10  | 11  | 12  | 13  | 14  | 15  | 16  | Pkt. | Msc. |
| ----- | ------- | ------- | ----- | --------------- | --- | --- | --- | --- | --- | --- | --- | --- | --- | --- | --- | --- | --- | --- | --- | --- | ---- | ---- |
| 1994  | McLaren | Peugeot | G     |                 | BRA | PAC | SMR | MCO | ESP | CND | FRA | GBR | DEU | HUN | BEL | ITA | POR | EUR | JPN | AUS | 42   | 4    |
| 1994  | McLaren | Peugeot | G     | Mika Häkkinen   | NU  | NU  | 3   | NU  | NU  | NU  | NU  | 3   | NU  |     | 2   | 3   | 3   | 3   | 7   | 12  | 42   | 4    |
| 1994  | McLaren | Peugeot | G     | Philippe Alliot |     |     |     |     |     |     |     |     |     | NU  |     |     |     |     |     |     | 42   | 4    |
| 1994  | McLaren | Peugeot | G     | Martin Brundle  | NU  | NU  | 8   | 2   | 11  | NU  | NU  | NU  | NU  | 4   | NU  | 5   | 6   | NU  | NU  | 3   | 42   | 4    |